# Praganus krkinus
Praganus krkinus är en insektsart som beskrevs av Dlabola 1987. Praganus krkinus ingår i släktet Praganus och familjen dvärgstritar. Inga underarter finns listade i Catalogue of Life.